# Saison 33 d'Alerte Cobra
Chronologie
Saison 32 Saison 34
Cet article présente le guide des épisodes la trente-troisième saison de la série télévisée Alerte Cobra.

## Distribution

### Acteurs principaux
- Erdoğan Atalay : Sami Gerçan (inspecteur)
- Tom Beck : Ben Jäger (inspecteur)

### Acteurs récurrents
- Katja Woywood : Kim Krüger (chef de service)
- Daniela Wutte : Susanne König (secrétaire)
- Gottfried Vollmer : Boris Bonrath (brigadier)
- Katrin Heß : Jenny Dorn (brigadier)
- Niels Kurvin : Armand Freund (police scientifique)
- Kerstin Thielemann : Isolde Maria Schrankmann (procureure générale)
- Carina Wiese : Andréa Gerçan (femme de Sami)

## Diffusion
En Allemagne, la saison a été diffusée du 14 février 2013 au 18 avril 2013, sur RTL Television.
En France, la saison a été diffusée du 18 octobre 2013 au 11 février 2015 sur TMC. À noter que les épisodes 2 et 9 ont été diffusé en 2013 sur TMC et que la même chaîne a programmée les autres en 2015.

## Épisodes

### Épisode 1:Dangereuse rencontre
- Allemagne : 14 février 2013 sur RTL Television
- France : 2 février 2015 sur TMC

### Épisode 2:Le roi de l'hypnose
- Allemagne : 22 février 2013 sur RTL Television
- France : 18 octobre 2013 sur TMC

- Diro Simpson
- David Owe
- Horst-Güter Marx
- Eva-Maria Grein von Frield
- Paul Schacht

### Épisode 3:Fibre maternelle
- Allemagne : 28 février 2013 sur RTL Television
- France : 3 février 2015 sur TMC

- Carolyn Genzkow
- Christian Goebel
- Wilfried Hochholdinger

### Épisode 4:Vive la campagne!
- Allemagne : 7 mars 2013 sur RTL Television
- France : 4 février 2015 sur TMC

- Niels Kurvin

### Épisode 5:Le lendemain de la veille
- Allemagne : 14 mars 2013 sur RTL Television
- France : 5 février 2015 sur TMC

### Épisode 6:La jeune fille au pair
- Allemagne : 21 mars 2013 sur RTL Television
- France : 6 février 2015 sur TMC

### Épisode 7:Amis pour la vie
- Allemagne : 28 mars 2013 sur RTL Television
- France : 9 février 2015 sur TMC

### Épisode 8:Extinction totale
- Allemagne : 4 avril 2013 sur RTL Television
- France : 10 février 2015 sur TMC

- Oliver Bootz
- Lea Faßbender

### Épisode 9:Destination Hawaï
- Allemagne : 11 avril 2013 sur RTL Television
- France : 21 octobre 2013 sur TMC

- Kalle Pohl
- Christoph Letkowski

### Épisode 10:Un choix impossible
- Allemagne : 18 avril 2013 sur RTL Television
- France : 11 février 2015 sur TMC

- Martin Feifel
- Niels Kurvin